# Гленн Леєндекер
Гленн Леєндекер (англ. Glenn Layendecker; нар. 9 травня 1961) — колишній американський тенісист.
Найвищу одиночну позицію світового рейтингу — 48 місце досяг 3 травня, 1990, парну — 32 місце — 16 жовтня, 1989 року.
Здобув 1 парний титул.
Найвищим досягненням на турнірах Великого шолома були чвертьфінали в парному розряді.
Завершив кар'єру 1992 року.

## Фінали за кар'єру

### Парний розряд (1–4)
| Результат | W/L | Дата     | Турнір              | Покриття  | Партнер        | Суперники                    | Рахунок       |
| --------- | --- | -------- | ------------------- | --------- | -------------- | ---------------------------- | ------------- |
| Поразка   | 0–1 | Лют 1985 | Торонто, Канада     | Килим (i) | Гленн Мічібата | Андерс Яррід Пітер Флемінг   | 7–6, 6–2      |
| Поразка   | 0–2 | Жов 1987 | Сан-Франциско, США  | Килим (i) | Тодд Вітскен   | Джим Грабб Патрік Макінрой   | 6–2, 0–6, 6–4 |
| Поразка   | 0–3 | Січ 1989 | Аделаїда, Австралія | Трава     | Марк Кратцманн | Ніл Брод Стефан Крюґер       | 6–2, 7–6      |
| Поразка   | 0–4 | Лют 1990 | Сан-Франциско, США  | Килим (i) | Річі Ренеберг  | Келлі Джонс Роберт Ван'т Гоф | 2–6, 7–6, 6–3 |
| Перемога  | 1–4 | Лип 1992 | Штутгарт, Німеччина | Ґрунт     | Байрон Талбот  | Хав'єр Санчес Марк Россе     | 4–6, 6–3, 6–4 |